# Марі-Луїза Мейор
Марі-Луїза Феброні Мейор (фр. Marie-Louise Fébronie Meilleur, до шлюбів Шассе́ (фр. Chassé); 29 серпня 1880, Камураска, Квебек, Канада — 16 квітня 1998, Іст-Ферріс, Онтаріо, Канада) — канадська супердовгожителька. Була найстарішою нині живою повністю верифікованою людиною в світі з 4 серпня 1997 року (після смерті французької супердовгожительки Жанни Кальман) до своєї смерті 16 квітня 1998 року у віці 117 років і 230 днів. Після її смерті найстарішою нині живою людиною в світі стала американка Сара Кнаус (1880—1999). Станом на лютий 2021 року була найстарішою повністю верифікованою людиною в історії Канади та шостою найстарішою людиною в світовій історії.

## Життєпис
Марі-Луїза Феброні Шассе народилася в муніципалітеті Камураска, Квебек, Канада в рибальській родині П'єра Шассе (1849—1911) та Феброні Левеск (1852—1912). За словами її рідних мала також індіанське коріння.
У 1900 році у віці 20 років Марі-Луїза одружилася з рибалкою зі свого села Жераром Леклерком. Він помер від пневмонії 24 лютого 1911 року у віці 39 років. 25 червня того ж року помер її батько, а 23 лютого 1912 року — її мати.
Після смерті батьків та чоловіка у 1913 році переїхала в провінцію Онтаріо, щоб підтримати свою сестру, в якої діти хворіли на дифтерію.
Марі-Луїза повернулася до Квебеку у 1939 році. Мала шестеро дітей від другого чоловіка — лісоруба Гектора Мейора, з яким одружилася 25 жовтня 1915 року. Чоловік помер у 1972 році від цукрового діабету у віці 93-х років.
Після його смерті Марі-Луїза жила з дочкою в селищі Діп-Рівер (Онтаріо), а потім, у віці 107 років, переїхала в будинок для літніх людей в селищі Іст-Ферріс, Онтаріо, Канада.
Мейор мала 12 дітей, 85 онуків, 57 правнуків та 4 праправнуків. Вона жила в дерев'яному будинку без електрики та гарячої води до 1950-х років. Марі-Луїза стверджувала, що її довголіття є результатом постійної праці, яку їй забезпечили два шлюби та 12 дітей. Довгожителька не приховувала, що час від часу пила вино, а з тютюнопалінням попрощалась тільки в 102 роки, коли застудилася. Також своє довголіття вона пов'язувала з хорошим почуттям гумору, любов'ю до сім'ї та вірою в Бога.
20 березня 1993 року, після смерті 113-річної Ліліан Росс, Марі-Луїза Мейор стала найстаршою нині живою людиною в Канаді.
4 серпня 1997 року, після смерті 122-річної французької супердовгожительки Жанни Кальман, Марі-Луїза стала найстарішою нині живою повністю верифікованою людиною в світі.
Марі-Луїза Мейор померла 16 квітня 1998 року від тромбозу в будинку для літніх людей в Іст-Ферріс, Онтаріо, Канада у віці 117 років, 230 днів. На той час один з її синів також проживав у цьому ж будинку, а її найстаршій дочці було 90 років.
Після її смерті найстарішою нині живою людиною в світі стала американка Сара Кнаус (1880—1999), яка прожила 119 років і 97 днів.
Марі-Луїза була похована в містечку Свіша, що в західній частині Квебеку, поряд зі своїм другим чоловіком.
Станом на грудень 2020 року Марі-Луїза Мейор була найстарішою повністю верифікованою людиною в історії Канади та п'ятою найстарішою людиною в світовій історії.